# Michele del Portogallo
Michele di Braganza, re del Portogallo e dell'Algarve, in portoghese Miguel (nome completo: Miguel Maria do Patrocínio João Carlos Francisco de Assis Xavier de Paula Pedro de Alcântara António Rafael Gabriel Joaquim José Gonzaga Evaristo de Bragança) (Queluz, 26 ottobre 1802 – Karlsruhe, 14 novembre 1866), fu il secondo figlio di re Giovanni VI di Portogallo e Carlotta Gioacchina di Borbone-Spagna, fratello minore di Pietro I del Brasile e il 30º re del Portogallo e dell'Algarve dal 1828 al 1834.
A causa delle sue idee politiche ed il suo atteggiamento durante il suo regno (1828 - 1834), Michele venne soprannominato "l'Assoluto" oppure "il Tradizionalista" e "l'Usurpatore".

## Biografia

### Giovinezza

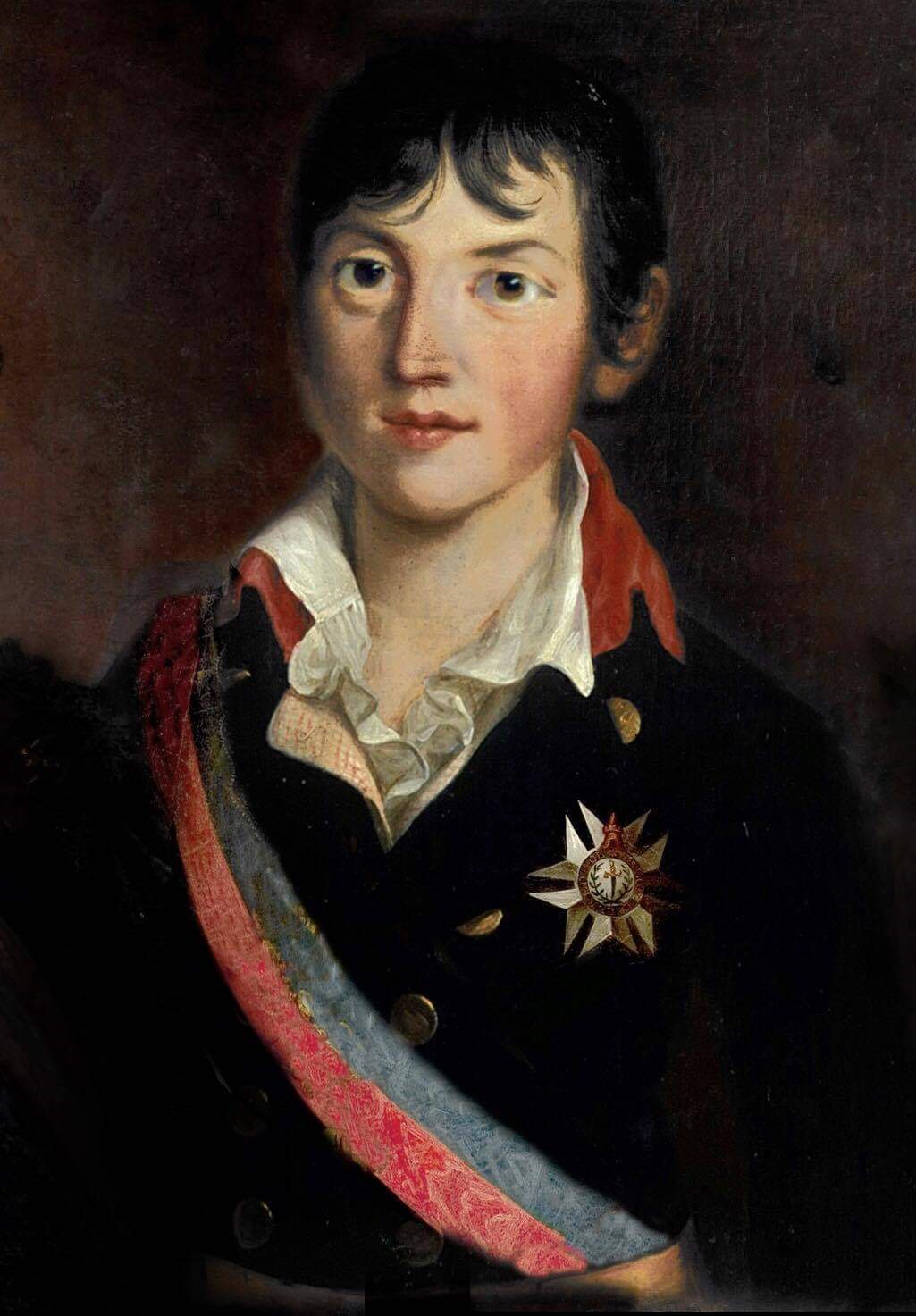
Don Miguel del Portogallo.

Michele nacque il 26 ottobre 1802 nel Palazzo Reale di Queluz, secondo figlio maschio di Giovanni VI del Portogallo e della moglie, Carlotta Gioacchina di Borbone-Spagna; apparteneva alla dinastia dei Braganza, discendendo però anche dalle case d'Asburgo, Borbone di Spagna, Francia e Parma e Farnese. Aveva sei sorelle, Maria Teresa, Maria Isabella, Maria Francesca, Isabella Maria, Maria Assunta e Anna del Gesù, e due fratello, Francesco Antonio e Pietro.
Quando aveva solo cinque anni, la famiglia reale, tra cui Michele, lasciò il Portogallo a seguito dell'invasione delle truppe napoleoniche, recandosi in Brasile. Nel 1821 il fratello Pedro fu nominato Principe reggente del Brasile, allora ancora parte dell'Impero portoghese, che rappresentò il primo passo per la totale indipendenza della nazione sudamericana. Michele ritornò così a Lisbona, nel pieno dello sviluppo delle istituzioni liberali e, discostandosi dalla moderazione del padre, appoggiò la cospirazione della madre. Miguel era infatti conservatore ed un ammiratore del cancelliere austriaco von Metternich, credeva nella monarchia assoluta e rifiutava qualsiasi tentativo di concedere il potere politico alla popolazione, sostenendo che a causa dell'ignoranza delle masse, il sovrano avrebbe dovuto avere pieni poteri per garantire la stabilità del Paese.
Fu a capo di due rivoluzioni, indette contro il padre Giovanni VI, una a Vilafrancada nel 1823, a seguito della quale ottenne lo scoglimento delle Cortes liberali del 1820 e la Costituzione del 1822, oltre che al funzionamento dei tribunali liberali. Miguel desiderava che il padre assumesse il potere assoluto ma il monarca portoghese si rifiutò e così il figlio condusse a Abrilada, 30 aprile 1824, un'ulteriore rivolta che però fallì. Michele dovette scappare in Austria. Durante il suo soggiorno austriaco, Miguel incontrò con Clemente von Metternich.

### Re del Portogallo

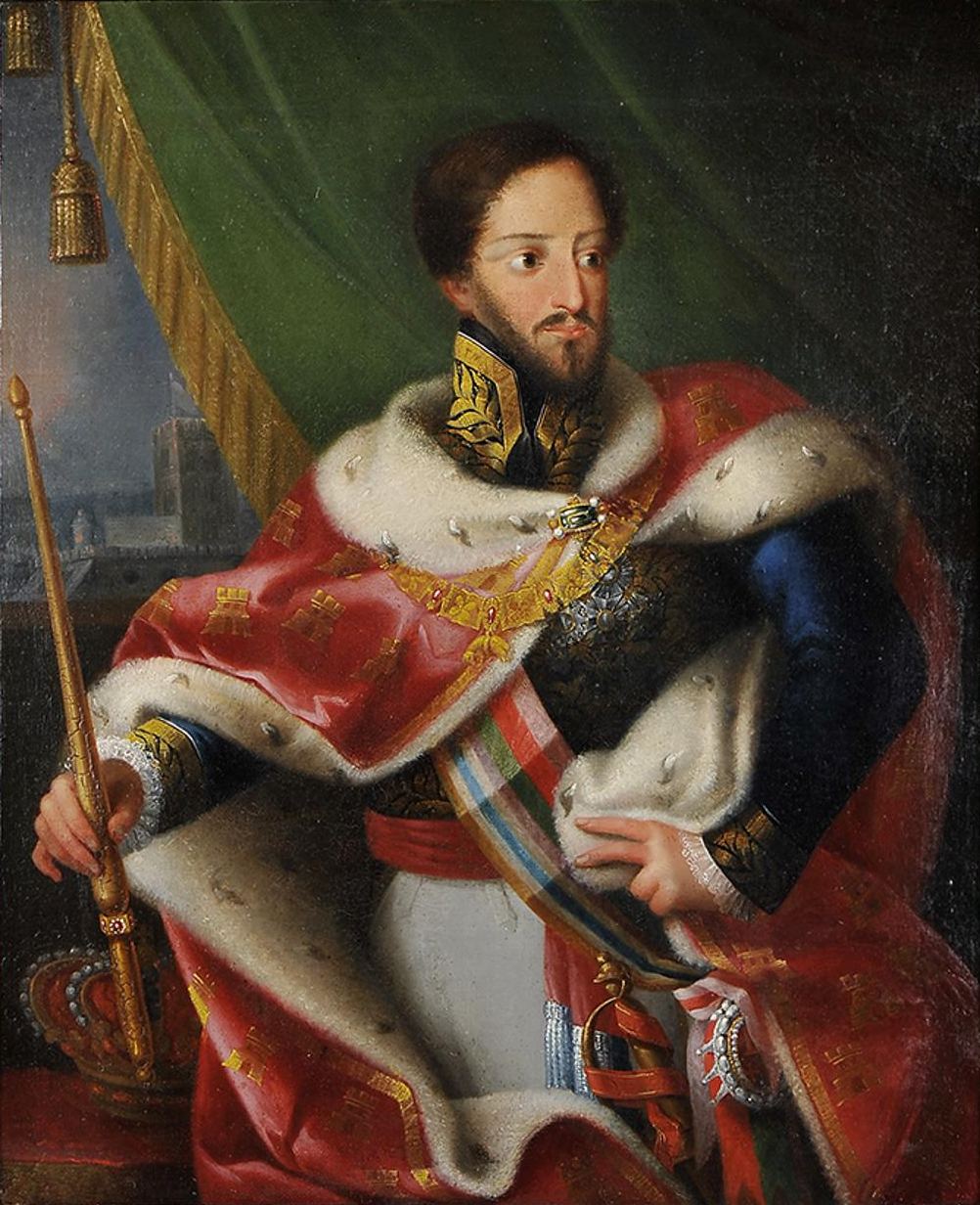
Michele I del Portogallo.

Nel 1826 re Giovanni VI morì e così gli succedette il figlio Pedro, che dal settembre 1822, dopo aver condotto e vinto l'indipendenza brasiliana dal Portogallo, aveva assunto il titolo di Imperatore del Brasile.  Ascese così al trono portoghese come Pietro IV, re del Portogallo e dell'Algarve. Il 28 maggio Pietro abdicò come sovrano di Portogallo in favore della figlia Maria che venne affiancata da una reggenza presieduta dalla zia paterna, Isabella Maria di Braganza. Il problema era che molti consideravano nullo il regno di Pietro IV il quale avrebbe rinunciato ai diritti sulla corona portoghese quando divenne monarca del Brasile. Al fine di evitare scontri dinastici, Michele venne fidanzato alla piccola regina Maria II, sua nipote, e gli fu permesso di ritornare in patria, dove arrivò il 22 febbraio 1828.

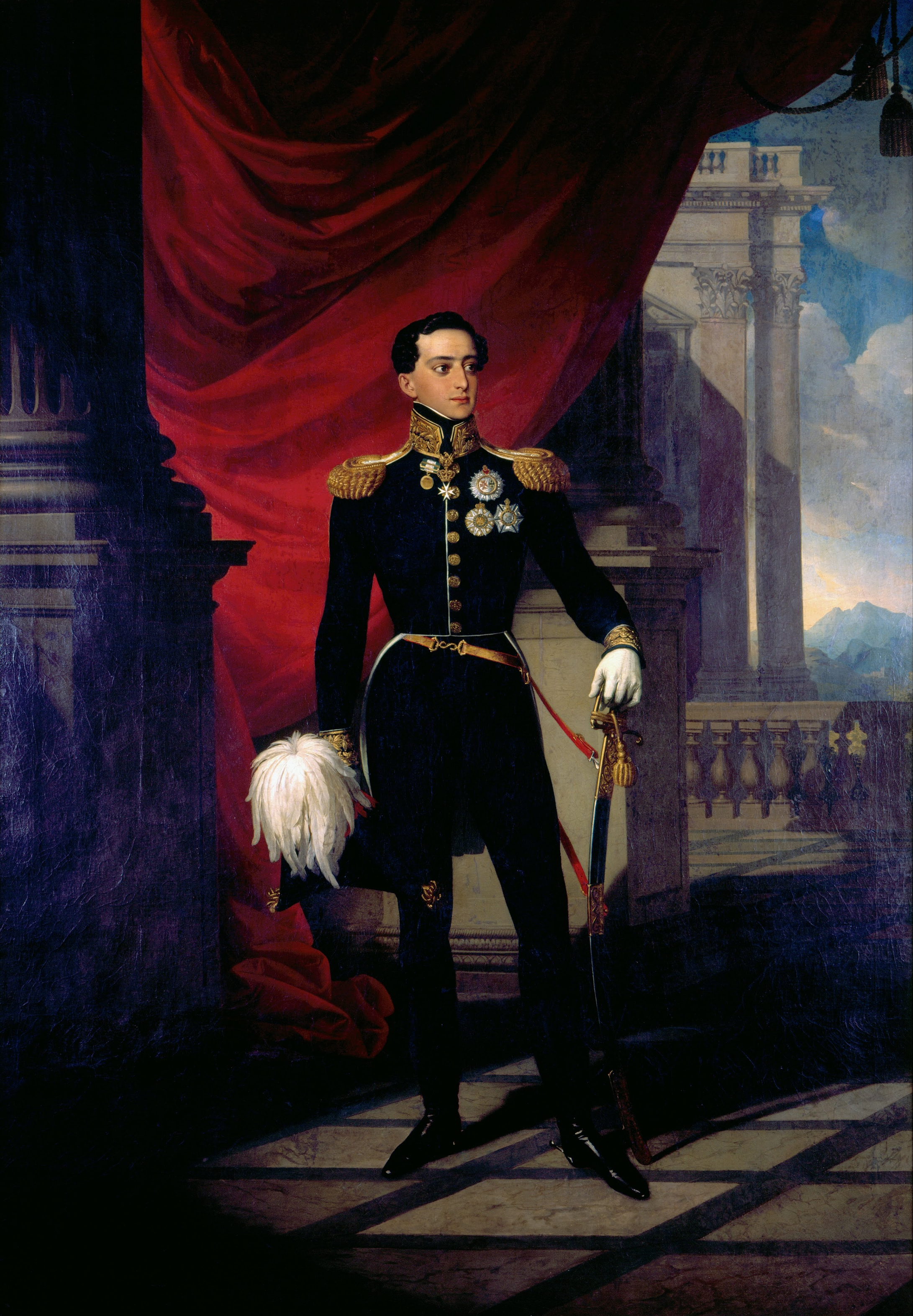
Michele I di Braganza, nel 1827.

Quando Miguel ritornò a Lisbona, assunse il ruolo di Luogotenente del Regno; il 26 febbraio Miguel si impadronì del trono per sé stesso, sostenendo che suo fratello maggiore Pietro aveva rinunciato ai suoi diritti al trono portoghese quando era diventato Imperatore del Brasile; Michele I divenne un monarca assolutista che cercò di cancellare le riforme liberali che erano state istituite in Portogallo. Nonostante avesse giurato fedeltà alla Costituzione, nominò un nuovo governo e sciolse le Camere. Dopo l'ascesa di Miguel I, si scatenò in seguito una guerra civile, combattuta tra miguelisti, conservatori e assolutisti, e liberali, che sostenevano l'ex regina Maria II. Il conflitto attirò anche sostenitori stranieri da entrambe le parti e rifletteva le più ampie lotte ideologiche europee tra assolutismo e liberalismo. Durante il conflitto la parte liberale era sostenuta dal Regno Unito e dalla Francia, oltre che dalla Spagna a partire dal 1833.

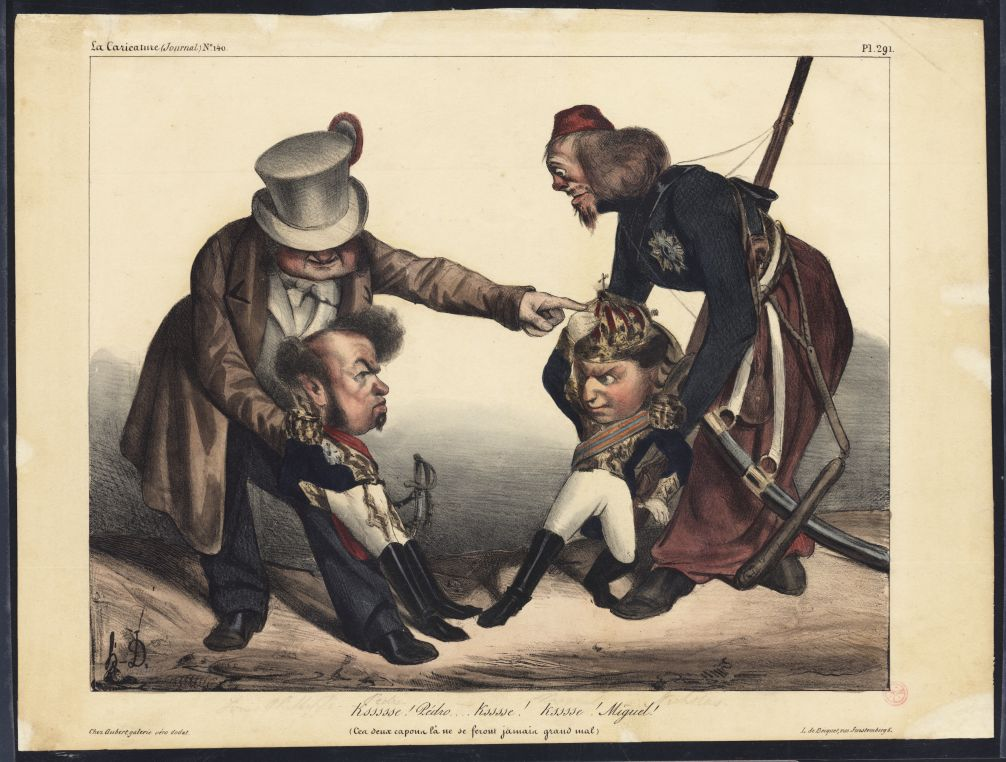
Illustrazione delle Guerre liberali.

Il nuovo sovrano venne riconosciuto solo dalla Spagna, dalla Santa Sede e dagli Stati Uniti. Sotto la reggenza di Michele, i liberali furono perseguitati, infatti tale periodo passò alla storia come "Terrore Miguelista". Durante questo periodo il Portogallo era diviso: sebbene re Michele controllasse gran parte della nazione, l'opposizione liberale era forte, soprattutto nelle Isole delle Azzorre e in altri territori d'oltremare. Il conflitto fu caratterizzato da atti di brutalità e spargimento di sangue, poiché ciascuna delle due parti cercava di avere la meglio.
Nel 1831 Pietro del Brasile, fratello di Michele e padre della deposta Maria II, abdicò al trono imperiale in favore del figlio, che ascese come Pietro II del Brasile; Pedro partì e occupò le Azzorre, dichiarando poi guerra al Portogallo. Dopo tre anni di guerra civile, Miguel perse un gran numero di sostenitori a causa del suo regime eccessivamente violento e brutale. Quindi, quasi senza alcun appoggio interno ed esterno e con varie difficoltà militari, Michele perse definitivamente la guerra civile nella Battaglia di Evoramonte e fu costretto ad abdicare il 26 maggio 1834. Maria II fu restaurata sul trono di Portogallo.

### Esilio

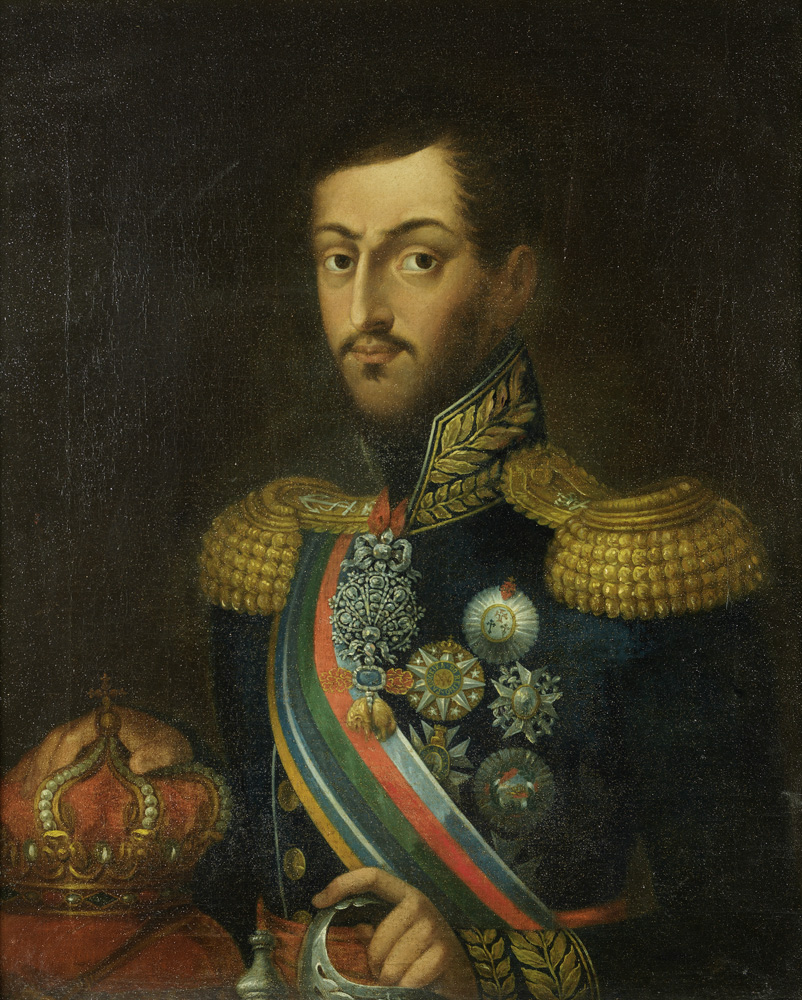
Miguel I del Portogallo.

Con la sconfitta e la perdita del torno, Michele fu privato del suo status reale, inoltre il Parlamento dichiarò lo stesso Miguel e i suoi discendenti esclusi dalla linea di successione al trono portoghese, e fu imposto la pena di morte se questi fossero tornati in Portogallo. Gli fu proibito di tornare nel paese dalla "Ley do Banimento do ramo Miguelista", emanata il 19 dicembre 1834, che venne rafforzata con la promulgazione della Costituzione del 1838. Tuttavia nel 1842, questa Costituzione fu revocata e fu ripristinata la Carta Costituzionale del 1826, che non contiene alcuna clausola di esclusione per il ramo dell'ex sovrano Michele I. Anche la Legge di Proscrizione della Famiglia Braganza, decreto del 1910, impediva ai suoi discendenti di tornare nel paese, fu revocato dall'Assemblea Nazionale della Repubblica il 27 maggio 1950, consentendo il ritorno dei reali miguelisti nel paese. 

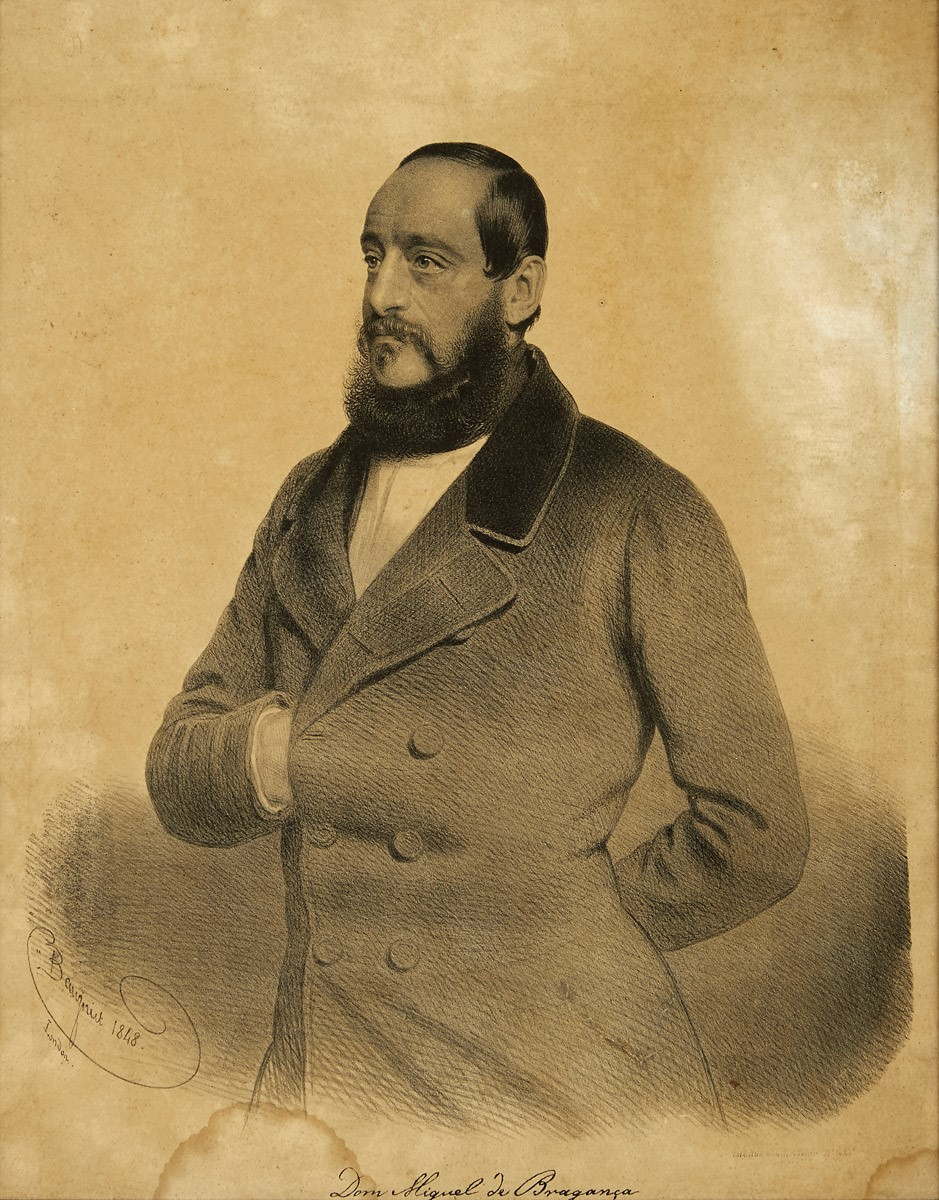
L'ex re Michele I nel 1848.

Michele visse in esilio prima in Italia, nello Stato Pontificio, poi in Gran Bretagna ed infine in Germania. Venne fatta una protesta contro la rinuncia che gli era stata imposta di fare ai diritti sulla corona del Portogallo. Così facendo, perse volontariamente il diritto alla pensione vitalizia che il Portogallo avrebbe dovuto versargli nei termini dell'accordo. La Spagna, con una legge votata dalle Cortes il 15 gennaio 1837 nel mezzo delle Guerre carliste, 1833-1839, escluse Michele dalla successione spagnola, essendo nipote del re Carlo IV di Spagna ed essendo solidale allo zio materno Carlos, pretendente carlista al trono spagnolo. Furono esclusi dalla corona spagnola anche Maria Teresa di Braganza, il figlio Sebastiano di Spagna e la famiglia di Maria Francesca di Braganza, tutti parenti vicini di Michele I.

### Matrimonio

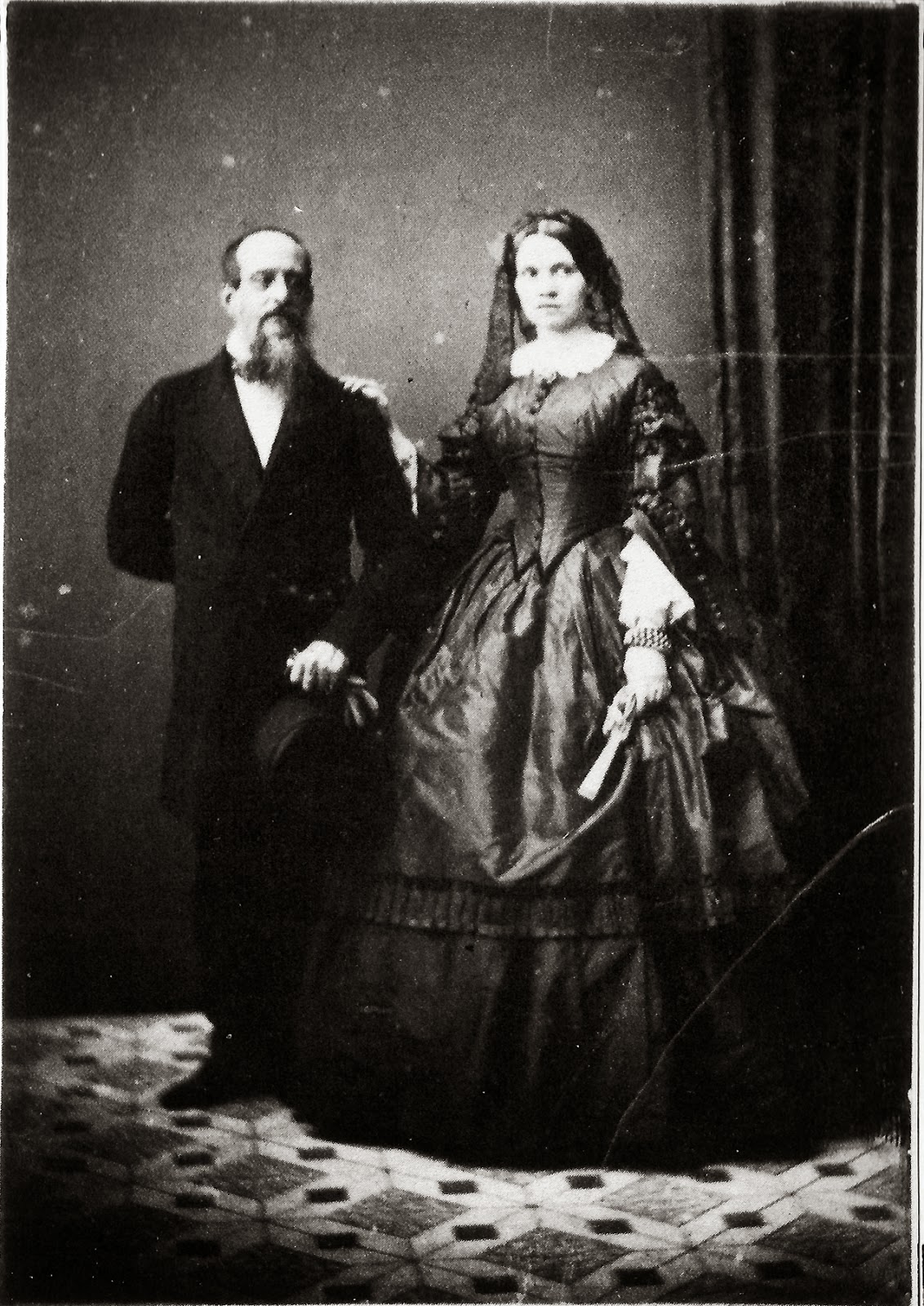
Michele e la moglie Adelaide.

Nel 1851, Michele, all'età di quarantotto anni, sposò la principessa Adelaide di Löwenstein-Wertheim-Rosenberg, dalla quali ebbe sei figlie ed un figlio. Tramite le nozze dei suoi figli, Michele divenne progenitori di numerose case reali europee. La coppia ebbe sette figli:
- Maria das Neves (1852 - 1941)
- Michele Gennaro (1853 - 1927)
- Maria Teresa (1855 - 1944)
- Maria José (1857 - 1943)
- Adelgonda (1858 - 1946)
- Maria Anna (1861 - 1942)
- Maria Antonia (1862 - 1959)

### Morte
Michele I del Portogallo morì a Karlsruhe, in Germania, il 14 novembre 1866.  L'ex sovrano non rinunciò mai ufficialmente alle proprie pretese al trono del Portogallo; il ramo miguelista dei Braganza divenne l'unico rappresentante della casa reale portoghese quando re Manuele II, deposto nel 1910 con la proclamazione della Repubblica, morì nel 1932 senza eredi.

## Discendenza
Michele ed Adelaide di Löwenstein-Wertheim-Rosenberg ebbero sette figli:
- Maria das Neves (5 agosto 1852 - 5 febbraio 1941); sposò Alfonso Carlo di Borbone-Spagna, Duca di San Jaime, Infante di Spagna e re carlista di Spagna come Alfonso Carlo;
- Michele Gennaro (19 settembre 1853 - 11 ottobre 1927), autonominatosi Duca di Braganza e capostipite di una delle linee pretendenti al trono portoghese;
- Maria Teresa (24 agosto 1855 - 12 febbraio 1944); sposò l'arciduca Carlo Ludovico d'Austria;
- Maria José (19 marzo 1857 - 11 marzo 1943); sposò il duca Carlo Teodoro in Baviera;
- Aldegonda (10 novembre 1858 - 15 aprile 1946); sposò Enrico di Borbone-Parma, Conte di Bardi, figlio di Carlo III di Parma;
- Maria Anna (13 luglio 1861 - 31 luglio 1942); sposò Guglielmo IV di Lussemburgo;
- Maria Antonia (28 novembre 1862 14 maggio 1959); sposò il duca Roberto I di Parma, figlio di Carlo III.

Ebbe anche dei figli illegittimi:
- Maria Assunta Ribeiro do Carmo e Braganza (marzo 1831 - 18 novembre 1910); nata da una relazione con la nobildonna portoghese Antónia Francisca Ribeiro do Carmo, venne riconosciuta nel 1839 e semilegittimata. Morì nubile e senza figli;
- Maria di Gesù di Braganza e Borbone (Santarém, 1834 - Lisbona, 1905); figlia naturale nata da una relazione con una sconosciuta donna portoghese di Santarem, dove Michele viveva verso la fine della guerra civile. Sposò Don Tomás José Fletcher de Melo Homem, avendone discendenza femminile estintasi alla seconda generazione.

## Ascendenza
|                                       |                     |                                     | Genitori                        |  |  | Nonni |  |  | Bisnonni                  |  |  | Trisnonni                |  |
|                                       |                     |                                     |                                 |  |  |       |  |  | Giovanni V del Portogallo |  |  | Pietro II del Portogallo |  |
|                                       |                     |                                     |                                 |  |  |       |  |  | Giovanni V del Portogallo |  |  | Pietro II del Portogallo |  |
|                                       |                     | Maria Sofia del Palatinato-Neuburg  |                                 |  |  |       |  |  | Giovanni V del Portogallo |  |  |                          |  |
| Pietro III del Portogallo             |                     |                                     |                                 |  |  |       |  |  | Giovanni V del Portogallo |  |  |                          |  |
|                                       |                     | Maria Anna d'Asburgo                | Leopoldo I d'Asburgo            |  |  |       |  |  |                           |  |  |                          |  |
|                                       |                     | Maria Anna d'Asburgo                | Leopoldo I d'Asburgo            |  |  |       |  |  |                           |  |  |                          |  |
|                                       |                     | Maria Anna d'Asburgo                | Eleonora del Palatinato-Neuburg |  |  |       |  |  |                           |  |  |                          |  |
| Giovanni VI del Portogallo            |                     | Maria Anna d'Asburgo                |                                 |  |  |       |  |  |                           |  |  |                          |  |
|                                       |                     | Giuseppe I del Portogallo           | Giovanni V del Portogallo       |  |  |       |  |  |                           |  |  |                          |  |
|                                       |                     | Giuseppe I del Portogallo           | Giovanni V del Portogallo       |  |  |       |  |  |                           |  |  |                          |  |
|                                       |                     | Giuseppe I del Portogallo           | Maria Anna d'Asburgo            |  |  |       |  |  |                           |  |  |                          |  |
| Maria I del Portogallo                |                     | Giuseppe I del Portogallo           |                                 |  |  |       |  |  |                           |  |  |                          |  |
|                                       |                     | Marianna Vittoria di Borbone-Spagna | Filippo V di Spagna             |  |  |       |  |  |                           |  |  |                          |  |
|                                       |                     | Marianna Vittoria di Borbone-Spagna | Filippo V di Spagna             |  |  |       |  |  |                           |  |  |                          |  |
|                                       |                     | Marianna Vittoria di Borbone-Spagna | Elisabetta Farnese              |  |  |       |  |  |                           |  |  |                          |  |
| Michele I del Portogallo              |                     | Marianna Vittoria di Borbone-Spagna |                                 |  |  |       |  |  |                           |  |  |                          |  |
|                                       | Carlo III di Spagna | Filippo V di Spagna                 |                                 |  |  |       |  |  |                           |  |  |                          |  |
|                                       | Carlo III di Spagna | Filippo V di Spagna                 |                                 |  |  |       |  |  |                           |  |  |                          |  |
|                                       | Carlo III di Spagna | Elisabetta Farnese                  |                                 |  |  |       |  |  |                           |  |  |                          |  |
| Carlo IV di Spagna                    | Carlo III di Spagna |                                     |                                 |  |  |       |  |  |                           |  |  |                          |  |
|                                       |                     | Maria Amalia di Sassonia            | Augusto III di Polonia          |  |  |       |  |  |                           |  |  |                          |  |
|                                       |                     | Maria Amalia di Sassonia            | Augusto III di Polonia          |  |  |       |  |  |                           |  |  |                          |  |
|                                       |                     | Maria Amalia di Sassonia            | Maria Giuseppa d'Austria        |  |  |       |  |  |                           |  |  |                          |  |
| Carlotta Gioacchina di Borbone-Spagna |                     | Maria Amalia di Sassonia            |                                 |  |  |       |  |  |                           |  |  |                          |  |
|                                       |                     | Filippo I di Parma                  | Filippo V di Spagna             |  |  |       |  |  |                           |  |  |                          |  |
|                                       |                     | Filippo I di Parma                  | Filippo V di Spagna             |  |  |       |  |  |                           |  |  |                          |  |
|                                       |                     | Filippo I di Parma                  | Elisabetta Farnese              |  |  |       |  |  |                           |  |  |                          |  |
| Maria Luisa di Borbone-Parma          |                     | Filippo I di Parma                  |                                 |  |  |       |  |  |                           |  |  |                          |  |
|                                       |                     | Luisa Elisabetta di Borbone-Francia | Luigi XV di Francia             |  |  |       |  |  |                           |  |  |                          |  |
|                                       |                     | Luisa Elisabetta di Borbone-Francia | Luigi XV di Francia             |  |  |       |  |  |                           |  |  |                          |  |
|                                       |                     | Luisa Elisabetta di Borbone-Francia | Maria Leszczyńska               |  |  |       |  |  |                           |  |  |                          |  |
|                                       |                     | Luisa Elisabetta di Borbone-Francia |                                 |  |  |       |  |  |                           |  |  |                          |  |